# Nei miei sogni
Nei miei sogni (I'll See You in My Dreams) è un film del 2015 diretto da Brett Haley.
La pellicola è stata presentata in anteprima al Sundance Film Festival 2015 il 27 gennaio.

## Trama
Carol, insegnante in pensione e vedova da venti anni, vive da sola in California con il suo cane, Hazel, in una grande casa con piscina.
Alla morte dell'amatissimo cane, le rimangono le amiche Georgina, Rona e Sally che vivono in una vicina comunità di pensionati nella quale vorrebbero si trasferisse anche lei. La scoperta di un ratto in casa la spinge a dormire in giardino, dove, al mattino giunge il suo nuovo addetto alla pulizia della piscina, Lloyd. Dopo qualche frizione iniziale, tra i due nasce una bella amicizia e lei, invitata ad un karaoke, rivive per qualche minuto i fasti di un passato da cantante.
Mentre è al supermercato incontra un tale interessante che immediatamente flirta con lei. In seguito si convince a partecipare ad uno speed date con le sue amiche. L'esperienza è deludente ma poi incontra di nuovo l'uomo incrociato al supermercato, Bill. Lui le chiede di uscire e lei gli dà il suo numero.
Bill dà un appuntamento a Carol che accetta e passa con lui un'intera giornata, pescando sulla sua barca e cenando insieme. Quest'ultima è felice di questa relazione che inizialmente non svela alle amiche. Con le stesse poi si apre e passa una serata divertente e spensierata facendo un "uso improprio" di alcuni stupefacenti terapeutici.
Dopo una notte insieme a Bill, Carol deve prepararsi per l'imminente visita della figlia Katherine che non vede da tempo.
La figlia capisce subito che la madre è cambiata e questa le racconta del suo nuovo legame sentimentale. Poco dopo però, viene a sapere del ricovero di Bill. Non essendo una parente non riesce praticamente neanche ad avvicinarlo. La sera stessa giunge la notizia della sua morte.
Con la figlia tornata a New York, Carol è di nuovo sola, con il dolore per aver perso un uomo che sebbene conosciuto pochi giorni prima, sembrava aver già dato una prospettiva diversa alla sua vita.
Lloyd, che aveva cambiato lavoro, torna a trovarla e apprende le novità. Riesce a catturare il ratto, spuntato di nuovo in casa, e, dopo aver assistito ad un pianto improvviso di Carol, prova a consolarla cantandole una canzone romantica da lui appen scritta, I'll See You in My Dreams.
In seguito, in uno dei soliti pomeriggi passati a giocare a carte con le amiche di sempre, una di queste lancia l'idea di fare una crociera tutte insieme, magari in Islanda. Sembrano tutte molto perplesse finché Carol non sposa l'idea e convince tutte le altre.
Nell'ultima scena Carol si reca in un canile per prendere un nuovo cane. Di fronte allo sguardo di un cagnolino di 12 anni lasciato dai padroni non si sa bene perché, la donna non ha dubbi, lo prende e lo porta con sé a casa.